# Shackleton Valley
Das Shackleton Valley ist ein breites Tal an der Nordküste Südgeorgiens im Südatlantik. Vom Stromness Harbour aus verläuft es in westnordwestlicher Richtung.
Das UK Antarctic Place-Names Committee benannte es 1991 nach dem britischen Polarforscher Ernest Shackleton, dem im Zuge seiner Endurance-Expedition (1914–1917) im Mai 1916 gemeinsam mit Thomas Crean und Frank Worsley die erstmaligen Durchquerung Südgeorgiens gelungen war.